# (328) Gudrun
(328) Gudrun est un astéroïde de la ceinture principale découvert par Max Wolf le 18 mars 1892.